# Anthurium daguense
Anthurium daguense är en kallaväxtart som beskrevs av Adolf Engler. Anthurium daguense ingår i släktet Anthurium och familjen kallaväxter. Inga underarter finns listade.